# Sandro Bartoccioni
Sandro Bartoccioni (Città di Castello, 25 agosto 1947 – Città di Castello, 1º giugno 2006) è stato un cardiochirurgo italiano.

## Biografia
È noto a livello internazionale per la sua tecnica cardiochirurgica del bypass coronarico, e, a livello nazionale, per aver fondato e diretto il reparto di cardiochirurgia dell'Ospedale Silvestrini di Perugia fino al 2001, lasciato per le vicende giudiziarie che lo coinvolsero nei tre anni successivi, da cui sarà assolto definitivamente nel 2004. Fu anche Vice-primario nel 1986 del reparto di Cardiochirurgia dell'Università Cattolica del Sacro Cuore a Roma (dove nel 2002 sarebbe stato responsabile del settore Nuove Tecnologie in Cardiochirurgia).
Ha passato gli ultimi anni della sua vita raccontando il rapporto tra sé e la sua malattia terminale, che lo avrebbe portato alla morte nel 2006, denunciando la scarsa qualità dell'assistenza sanitaria ai malati gravi. 
giorno... è importante come si vive... se si è amato, se siamo stati amati, se amiamo... se le ali della vita sono state variopinte, intense… in modo che rimangano per sempre»
(Sandro Bartoccioni, Dall'altra parte)
È stato considerato uno dei "leader mondiali" nella tecnica del bypass coronarico senza ricorso alla circolazione extracorporea, in cui realizzava l'operazione senza fare fermare il cuore, e fece i primi interventi con una suturatrice automatica vascolare.

## Pubblicazioni

### Libri
- Terapia 77: pocket manual Galeno Editrice
- Terapia 78: pocket manual Galeno Editrice
- Terapia 79: pocket manual Galeno Editrice
- Terapia 80: pocket manual Galeno Editrice
- Terapia 81: pocket manual Galeno Editrice
- Terapia 82: pocket manual Galeno Editrice
- Terapia 83: pocket manual Galeno Editrice
- Terapia 84: pocket manual Galeno Editrice
- Terapia 85: pocket manual Galeno Editrice
- Terapia 86: pocket manual Galeno Editrice
- Terapia 87: pocket manual Galeno Editrice
- Terapia 88: pocket manual Galeno Editrice
- Terapia 89: pocket manual Galeno Editrice
- Terapia 90: pocket manual Galeno Editrice
- Terapia 91: pocket manual Galeno Editrice
- Terapia 92: pocket manual Galeno Editrice
- Terapia 93: pocket manual Galeno Editrice
- Terapia 94: pocket manual Galeno Editrice
- Terapia 95: pocket manual La Treggia Edizioni
- Terapia 96: pocket manual La Treggia Edizioni
- Terapia 97: pocket manual La Treggia Edizioni
- Terapia 98: pocket manual La Treggia Edizioni
- Terapia 99: pocket manual La Treggia Edizioni
- Terapia 2000: pocket manual La Treggia Edizioni
- Terapia 2001: pocket manual La Treggia Edizioni
- Terapia 2002: pocket manual La Treggia Edizioni
- Terapia 2003: pocket manual La Treggia Edizioni
- Terapia 2004: pocket manual La Treggia Edizioni
- Terapia 2005: pocket manual La Treggia Edizioni
- Terapia 2006: pocket manual La Treggia Edizioni
- Terapia 2007: pocket manual La Treggia Edizioni
- Dall'altra parte (con Gianni Bonadonna e Francesco Sartori, a cura di Paolo Barnard), Rizzoli 2006 249 ISBN 978-88-17-00942-3

### Studi
Bartoccioni dal 1982 al 1999 ha pubblicato su rilevanti riviste nazionali ed internazionali studi riguardanti, tra gli altri, 
- la terapia chirurgica delle aritmie cardiache[9]
- le tecniche di perfusione cerebrale retrograda in cardiochirurgia[10][11][12]
- le complicanze secondarie a sternotomie e sostituzioni valvolari[13].